# Runaway Mine Train (Six Flags Over Texas)
Pour l’article homonyme, voir Runaway Mine Train.
Runaway Mine Train sont des montagnes russes hybrides et train de la mine situées dans le parc Six Flags Over Texas à Arlington au Texas. L'attraction a ouvert en 1966, elle est l'archétype des montagnes russes de type train de la mine. L'attraction était nommée Run-A-Way Mine Train de 1966 à 1995 et Mine Train à partir de 1996.
Le parcours de montagnes russes se présente comme étant le premier à utiliser des rails tubulaires, conçus par Arrow Dynamics. Ce fait révolutionna la conception des montagnes russes en métal. Toutefois le titre revient au Matterhorn Bobsleds de Disneyland (1959). Il faut aussi préciser que les premières montagnes russes hybrides sont Bobsleds construites en 1952 dans le parc Seabreeze (en), situé dans l'État de New York. Les rails sont en métal et la structure en bois, il s'agit donc de montagnes russes hybrides. 
L'attraction a la particularité de proposer trois collines pour grimper et deux tunnels. Le summum du parcours est la chute finale après la troisième montée qui se finit par un tunnel passant sous le lac du parc, Caddo Lake. Les véhicules sont des modèles anciens et les opérateurs doivent les ouvrir à la main.